# Get on the Bus
„Get on the Bus” – singel amerykańskiego zespołu Destiny’s Child z ich drugiego albumu The Writing's on the Wall. Piosenka została wykorzystana do soundtracku filmu „Miłość jest dla głupców”. Singel został napisany przez Missy Elliott i Tima Mosleya. Wyprodukował ją Timbaland. Na listach w Wielkiej Brytanii i Holandii, singiel znalazł się na 15. pozycji, natomiast na liście niemieckiej- na miejscu 60. Singiel nie został wydany oficjalnie w USA. Znalazł się tam na 63. pozycji U.S. Hot R&B/Hip-Hop Airplay. Teledysk został nakręcony przez Earle’a Sebastiana.
Jak inne produkcje Timbalanda, w piosence można usłyszeć nieortodoksyjne dźwięki, np. śpiew ptaków (taka sama technika została użyta przy nagrywaniu „Are You That Somebody” Aaliyah).
Jest to jeden z singli Destiny’s Child, który nie otrzymał wysokich notowań.

## Lista utworów
CD Single
1. „Get on the Bus” (radio version) (featuring Timbaland)
2. „Get on the Bus” (radio edit without rap)
3. „Illusions” (Destiny Club Mix)

## Pozycje na listach przebojów
| Lista (1998 r./1999 r.)           | Najwyższa pozycja |
| --------------------------------- | ----------------- |
| UK Singles Chart                  | 15                |
| Billboard Hot R&B/Hip-Hop Airplay | 63                |